# Corybas subalpinus
Corybas subalpinus är en orkidéart som beskrevs av Pieter van Royen. Corybas subalpinus ingår i släktet Corybas, och familjen orkidéer. Inga underarter finns listade i Catalogue of Life.